# 反對逃犯條例修訂草案運動中的人鏈活動
反對逃犯條例修訂草案運動中的人鏈活動（簡稱反修例人鏈活動），是在2019年香港反對逃犯條例修訂草案運動中由不同地區的學生及市民發起的以人鏈方式進行的和平抗爭活動。活動由2019年8月23日舉行的香港之路人鏈活動開始。

## 2019年8月

### 8.23 香港之路
香港之路在2019年8月23日（東歐三國波羅的海之路的30週年）晚上在香港舉行，目的為喚起全球各界繼續關注香港，並向香港政府展示民眾對實現反修例運動的決心。行動超過21萬人參加，人鏈總長60公里。

「香港之路」行動之後，人鏈活動散落各區，不同社區的市民及學生發起連串人鏈活動，以此和平方式爭取落實「五大訴求」及抗議警察濫用暴力。

## 2019年9月

### 9.2 皇仁、柴灣、女拔及瑪麗醫院人鏈
2019年9月2日上午7時許，灣仔區皇仁書院，及3間柴灣區的中學學生自發舉行人鏈活動，包括筲箕灣官立中學、筲箕灣東官立中學及慈幼英文學校（中學部）。當日放學後，再有300多名來自柴灣區7間中學的學生，到小西灣運動場內組成人鏈，圍繞運動場及區內行一圈，要求政府回應市民的五大訴求。
同日上午7時半，約80名拔萃女書院校友在佐敦道學校正門行人路築成人鏈「女拔之路，DGS Way」，抗議校方打壓學生戴黑色口罩以表達對反修例事件關注。
同日，400名香港瑪麗醫院的醫護人員舉行人鏈活動，參與者手持「瑪麗手牽手，香港齊急救」、「抗議警察濫捕，不要白色恐怖」等標語，在瑪麗醫院築成人鏈，高呼「反對警察濫用暴力」、「警察暴力，可恥至極」、「光復香港，時代革命」等口號，並高唱《海闊天空》等歌曲，抗議警察濫用暴力，並呼籲急救香港，參與者包括肝病專家黎青龍醫生。

### 9.4 聖安當女書院人鏈
2019年9月4日早上，觀塘區聖安當女書院多位學生及校友組成人鏈，目的包括反對學校打壓學生發表政治意見，反對校方推出如同內地「社會信用評分」的「操行加減分制」，以及表達反修例訴求。鄰校佛教何南金中學亦有學生加入人鏈聲援，最後校方宣佈取消推行「操行加減分制」

### 9.5 多區人鏈
2019年9月5日早上，屯門區四間中學（包括：保良局百周年李兆忠紀念中學、宣道中學、崇真書院及仁愛堂陳黃淑芳紀念中學）共500名學生組成人鏈聲援9月3日於巴士被捕的保良局百周年李兆忠紀念中學學生。另外，200名英皇書院學生及校友組成人鏈抗議英皇書院禁止罷課及打壓言論自由。200名嘉諾撒聖心書院學生亦組成了聖心之路。
同日中午12時半，超過400名香港大學醫學院醫科生及護理系學生發起「人鏈連Med Camp」行動，築成的人鏈由蒙民偉樓開始，沿羅富國徑、沙宣道伸延至連接瑪麗醫院的行人天橋。參與者並高呼「光復香港、時代革命」、「五大訴求、缺一不可」及「醫護救人、為何不能」等口號。部分學生以紗布遮蓋右眼，抗議3名示威者眼睛受傷，學生並在人鏈中傳遞一個戴著頭盔口罩、染紅紗布遮蓋右眼的鬆弛熊公仔。
同日晚上，天水圍和沙田分別有市民發起「人鏈行動」要求政府回應「五大訴求」。「天水圍人鏈」在天水圍站C出口行人天橋延伸至天華邨，大部分參與者以穿著校服的中學生為主。而沙田的「人鏈行動」在城門河沙燕橋舉行，參與者舉起手機燈及高呼口號。

### 9.6 多區人鏈
2019年9月6日早上，在土瓜灣、旺角、銅鑼灣、大埔等區，分別有學生築成人鏈聲援罷課及要求政府回應民間對反修例的五大訴求。
在土瓜灣區，中華基督教會基道中學和保良局顏寶鈴書院兩間中學數百名學生、舊生組成人鏈。
在旺角區，拔萃男書院有約500名學生及校友以「拔萃之路」人鏈行動聲援罷課，參與者大多穿上黑衣、戴著黑色口罩、配上校呔，亦有部分人戴上頭盔、防毒面罩、行山扙等全副裝備。
在九龍塘區，牛津道的喇沙書院、瑪利諾修院學校、東華三院黃笏南中學、何明華會督銀禧中學及賽馬會官立中學等，亦有超過二百名學生及校友，手牽手築成聯校人鏈圍繞校園，高叫口號和展示標語。
在銅鑼灣區，約百名聖保祿學校的學生及校友組成人鏈，參與者站滿校門外禮頓道，抗議校方打壓學生罷課。
在大埔區，來自羅定邦中學、聖公會莫壽增會督中學、王肇枝中學、神召會康樂中學、港九街坊婦女會孫方中書院、迦密聖道中學的學生及校友參與「大埔學生自發人鏈活動」，要求政府回應民間對反修例的五大訴求。人鏈在港鐵大埔站外，由王肇枝中學延伸至新街市一帶，橫跨港鐵站大堂。此外，大元邨的南亞路德會沐恩中學亦有學生及校友在學校外築起人鏈。

### 9.9 全港中學人鏈

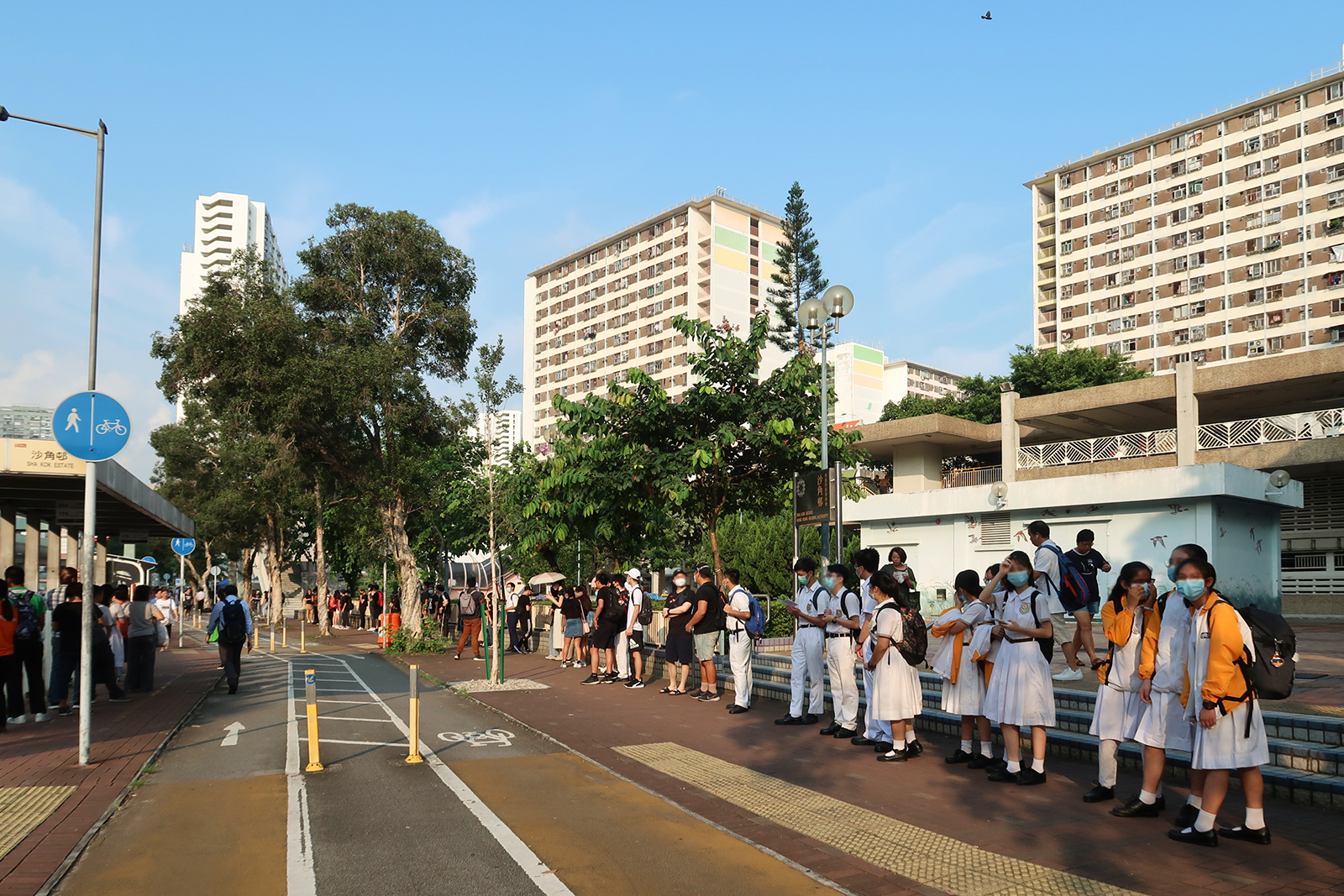
沙田圍沙角街的人鏈，參與的學生及校友來自佛教覺光法師中學

2019年9月9日，全港多間中學的學生及校友都發起人鏈行動，表達爭取「五大訴求」的決心，有超過二百間中學及五間大學的學生參與。活動在早上約7時開始，到8時左右結束。全港十八區中除了離島區外，其餘十七區都有中學學生及校友參與此行動。

#### 中西區：中西合璧
「中西合璧」人鏈活動由香港島中區至西區學校的學生組成參與，參與的學生及校友來自以下學校：聖類斯中學、聖保羅書院、英皇書院、聖士提反女子中學、英華女學校、高主教書院等。人鏈由西環聖類斯中學開始，沿著薄扶林道及般咸道一帶，途經聖保羅書院、英皇書院、聖士提反女子中學，到英華女學校為終點。另外，位處半山的聖保羅男女中學及聖若瑟書院學生及校友亦築成人鏈。
另外，位於摩星嶺道50號的 聖嘉勒女書院學生及校友亦築起人鏈。

#### 灣仔區
位於港島灣仔區的嘉諾撒聖方濟各書院、香港鄧鏡波書院、香港華仁書院、聖公會鄧肇堅中學、鄧肇堅維多利亞官立中學組成五校人鏈，以囍帖街（皇后大道東方向）為起點組成人鏈，往銅鑼灣方向直行，沿路經過灣仔新街市、律敦治醫院。然後在鄧肇堅醫院旁邊樓梯（肇堅里）向下落至愛群道。
位於跑馬地藍塘道的瑪利曼中學亦有自發組成人鏈，由校門一路往下，經成和道到跑馬地電車總站。

#### 灣仔區，東區
位於港島灣仔區及東區銅鑼灣及天后的皇仁書院、聖保祿學校及庇理羅士女子中學組成聯校人鏈，部分參與者手持「五大訴求、缺一不可」、「光復香港、時代革命」等標語，有校友用「倒立」方式諷刺現時香港社會「黑白顛倒」。此外，位於寶馬山的金文泰中學及張祝珊英文中學學生及校友也組成聯校人鏈。

#### 南區：SSC聖記之路
位於港島南區的聖士提反書院，舊生發起「SSC聖記之路」行動，約有100名學生及300名舊生組成人鏈，要求政府接納五大訴求，並支援學生的反送中運動。

#### 九龍城區：三區會師、九校連城
在油麻地、何文田及土瓜灣的19所中學，築成規模最大的「三區會師」人鏈。人鏈一方向油麻地方向伸延，延至九龍華仁書院、真光女書院、基督教香港信義會信義中學等，另一方則經窩打老道的拔萃男書院、培正道的香港培正中學，再向何文田伸延，人鏈站滿天光道、常盛街，包括旅港開平商會中學、何文田官立中學、五旬節中學、順德聯誼總會胡兆熾中學、協恩中學、新亞中學、鄧鏡波學校、陳瑞祺（喇沙）書院、基督教女青年會丘佐榮中學、華英中學、德蘭中學、創知中學（前身旺角勞工子弟學校）、迦密中學、聖公會蔡功譜中學等。人鏈跨越油麻地、何文田、土瓜灣三區，連綿數公里，場面相當壯觀。
另外，「九校連城」人鏈活動由九龍城區的九家學校的學生發起，參與的學生及校友來自以下學校：民生書院、香港兆基創意書院、嘉諾撒聖家書院、香港培道中學、喇沙書院、何明華會督銀禧中學、賽馬會官立中學、東華三院黃笏南中學、瑪利諾修院學校。

#### 黃大仙區：自由之路
在黃大仙區的人鏈活動以慈雲山作起點，超過十間中學響應，牽手路線長達2.2公里。參與的學生及校友來自以下學校：聖母書院、聖文德書院、德愛中學、中華基督教會協和書院、保良局何蔭棠中學、救世軍卜維廉中學、保良局第一張永慶中學、國際基督教優質音樂中學暨小學、香港神託會培敦中學、佛教孔仙洲紀念中學、彩虹邨天主教英文中學。另外，剛遷進啟德新校舍的文理書院（九龍）亦有人鏈活動。

#### 油尖旺區：佐敦之路
位於紅磡的香港理工大學與位於佐敦和尖沙嘴的多間著名中學築成人鏈，參與的學生及校友來自以下學校：香港理工大學、嘉諾撒聖瑪利書院、拔萃女書院、循道中學、天主教新民書院等。人鏈由紅磡的香港理工大學一直伸展至油麻地的天主教新民書院。另外，位於太子洗衣街，與旺角警署一街之隔的伊利沙伯中學及港九潮州公會中學學生、舊生及教職員等300人組成人鏈，聲援反送中事件。還有，由香港管理專業協會李國寶中學、保良局莊啟程預科書院、世界龍岡學校劉皇發中學、九龍三育中學等6所中學亦築成了跨越了油麻地、大角嘴及太子的聯校人鏈。

#### 觀塘區
觀塘區有多條聯校人鏈。其中一條由至少四間中學的學生及校友築成人鏈，參與的學生及校友來自以下學校：慕光英文書院、聖傑靈女子中學、寧波公學、觀塘功樂官立中學。另外，位於秀茂坪的香港聖公會何明華會督中學、梁式芝書院、香港道教聯合會青松中學築成聯校人鏈。還有，順利天主教中學及觀塘官立中學亦築成聯校人鏈。在藍田及油塘區的七間中學（五邑司徒浩中學、佛教何南金中學、聖公會基孝中學、聖安當女書院、藍田聖保祿中學、天主教普照中學及香港諾德安達國際學校）亦築成聨校人鏈。

#### 深水埗區：西九五校連線
位於西九龍填海區的五間深水埗區學校（英華書院、聖瑪加利男女英文中小學、基督教崇真中學、德貞女子中學與聖公會聖馬利亞堂莫慶堯中學）的學生及校友組成「西九五校連線」聯校人鏈。此外，深水埗區的寶血會上智英文書院與中華基督教會銘賢書院學生及校友亦築成聯校人鏈。

#### 荃灣區
位於新界荃灣區的荃灣官立中學及寶安商會王少清中學的學生及校友組成人鏈。

#### 葵青區
位於新界葵青區葵盛圍附近的十多間學校的學生及校友組成人鏈，參與的學生及校友來自以下學校：天主教母佑會蕭明中學、李惠利中學、東華三院陳兆民中學、天主教慈幼會伍少梅中學、聖公會林護紀念中學、佛教善德英文中學、棉紡會中學、樂善堂顧超文中學、順德聯誼總會李兆基中學、中華傳道會李賢堯紀念中學、獅子會中學、葵涌蘇浙公學。

#### 沙田區
沙田、大圍和馬鞍山區共有二十多間中學築成至少六條聯校人鏈。沙田源禾路的五所中學（沙田培英中學、沙田蘇浙公學、聖公會曾肇添中學、浸信會呂明才中學、東華三院馮黃鳳亭中學）的學生校友組成人鏈。此外，位於大圍區的四所中學（博愛醫院陳楷紀念中學、樂善堂楊葛小琳中學、保良局朱敬文中學、五育中學）的學生及校友亦築成人鏈。另外，沙田第一城的五所中學（五旬節林漢光中學、聖公會林裘謀中學、東華三院邱金元中學、林大輝中學、聖羅撒書院）的學生及校友亦築成的人鏈，由學校伸延至馬鐵站及愉田苑。還有，位於秦石邨的天主教郭得勝中學與新田圍邨的沙田循道衛理中學學生校友結成人鏈，連結兩個屋邨。另外，位於沙田圍附近的四間中學（佛教覺光法師中學、台山商會中學、基督書院、聖母無玷聖心書院）亦築成「沙田圍之路」聯校人鏈。最後，位於馬鞍山的四所中學（馬鞍山聖若瑟中學、香港中國婦女會馮堯敬紀念中學、曾璧山中學、香港中文大學校友會聯會陳震夏中學）的學生及校友亦築成聯校人鏈。此外，沙田官立中學的學生及校友亦於上午7時半在學校附近組成人鏈。

#### 大埔區
迦密柏雨中學校友發起校外築人鏈活動，約三百名學生及校友組成人鏈，高叫「五大訴求，缺一不可」及高唱《願榮光歸香港》。部份參與者頭帶紗布，以聲援被於9月7日在大埔人鏈活動中被警察用警棍狂毆頭部出血的中六同學，並有約三百人於9時步行至大埔警署遞交請願信。

#### 西貢區：啓思自由之路
位於新界將軍澳蓬萊路的啟思中學，有約70名學生及校友組成一條人鏈。

#### 元朗區
參與元朗區人鏈行動的學生及校友來自以下學校：元朗公立中學、路德會西門英才中學、趙聿修紀念中學、新界鄉議局元朗區中學、元朗商會中學。參與者於早上7時15分，於元朗警署附近的商會中學校園外起，舉起寫有「五大訴求、缺一不可」、「香港警察、企圖謀殺」的紙牌，人鏈延伸至元朗公立中學，長度超過一公里。位於洪水橋的可道中學（嗇色園主辦）及天主教崇德英文書院的築成聯校人鏈，稱為「道德鏈」，參加人數約350人。位於天水圍的十八鄉鄉事委員會公益社中學與伊利沙伯中學舊生會中學的學生及校友亦組成聯校人鏈，參與者並合唱《Do you hear the people sing》及《我願光歸香港》。此外，天水圍官立中學及元朗信義中學也組成聯校人鏈。

#### 屯門區
新界屯門區至少有17間中學的學生及校友組成4條聯校人鏈，其中一條連繫五間學校：保良局百周年李兆忠紀念中學、仁愛堂陳黃淑芳紀念中學、宣道中學、佛教沈香林紀念中學及崇真書院，並路經保良局莊啟程第二小學。另一條五校人鏈由梁銶琚中學、路德會呂祥光中學，深培中學，屯門官立中學及廠商會蔡章閣中學的學生及校友組成。此外，屯門友愛邨兩間中學（宣道會陳瑞芝紀念中學及順德聯誼總會譚伯羽中學）的學生和校友亦築成人鏈，逾七百人參與。位於屯門碼頭附近的五間中學（迦密唐賓南紀念中學、東華三院辛亥年總理中學、南屯門官立中學、保良局董玉娣中學、香海正覺蓮社佛教梁植偉中學）的學生及校友亦結成「屯碼聯校人鏈」。另外，青松侯寶垣中學和新生命教育協會平安福音中學亦有學生組人鏈。

#### 北區
在上水，香港道教聯合會鄧顯紀念中學及東華三院甲寅年總理中學的學生及校友手牽手連成人鏈，在兩所校舎外圍成兩圈，並延伸至旁邊一所小學。

#### 大學之人鏈行動
- 城大、浸大：「城浸之路」
行動由香港城市大學及香港浸會大學的師生校友發起，於中午12時展開，由城市大學及浸會大學作起點，雙方參與的學生手牽手組成人鏈，經歌和老街，延伸至對方校園，參與人士身穿黑衣及戴上口罩響應，高呼「光復香港、時代革命」、「沒有暴徒、只有暴政」等口號，並高唱《願榮光歸香港》等歌曲。[42]
- 港大：「佔領大學街」
行動由香港大學學生發起，逾百學生在中午於校內的「大學街」築成人鏈，高呼「五大訴求，缺一不可」等口號。[43]
- 教大：「守護良知」
香港教育大學有過百學生於中午在校內發起集會和組成人鏈，表達對反修例的五大訴求，學生高叫「守護良知、無愧為師」等口號。[44]
- 理大：「鏈住理」
行動是由數百名香港理工大學學生發起的人鏈行動，行動於下午六時開始，人鏈由尖東市政局百週年紀念花園噴水池，穿過紅磡火車站，一直延伸至紅磡站另一邊的半島豪庭。學生會稱最高峰時有3200人參與，人鏈全長約2.8公里。[24][45][46]

### 9.9 北區人鏈
2019年9月9日晚上，多名市民由上水站外組成人鏈，人鏈長達兩公里，由上水站延綿至粉嶺站。

### 9.10 大埔聯校人鏈
2019年9月10日早上約7時，大埔區13間中學（羅定邦中學、聖公會莫壽增會督中學、王肇枝中學、神召會康樂中學、港九街坊婦女會孫方中書院、迦密聖道中學、中華聖潔會靈風中學、恩主教書院、香港道教聯合會圓玄學院第二中學、南亞路德會沐恩中學、救恩書院、迦密柏雨中學、孔教學院大成何郭佩珍中學）學生及舊生參與聯校人鏈，人鏈由大埔墟火車站開始，沿富雅花園、王肇枝中學，跨過林村河到大元邨，大約兩公里。參與者不時高呼「香港人，加油」、「五大訴求，缺一不可」等口號，及高唱《願榮光歸香港》。

### 9.11 九龍塘達之路聯校人鏈
2019年9月11日下午4時45分開始，至少16間來自觀塘、九龍塘及將軍澳區中學（包括：香島中學、九龍真光中學、九龍塘學校（中學部）、賽馬會體藝中學、禮賢會彭學高紀念中學、聖母玫瑰書院等）的學生發起「聯校九龍塘達之路人鏈」活動，活動由下午4時45分至7時，人鏈由又一村雀橋街休憩處，一直延伸至歌和老街公園，約有300學生參與，他們高呼「還我831真相」、「五大訴求，缺一不可」等口號，及高唱《願榮光歸香港》、《海闊天空》等歌曲，部分車輛經過時，亦響號為同學打氣。

### 9.12 將軍澳及屯門區聯校人鏈
2019年9月12日早上6時45分開始，將軍澳多間中學（包括東華三院呂潤財紀念中學、保良局羅氏基金中學、迦密主恩中學、仁濟醫院靚次伯紀念中學及馬錦明慈善基金馬陳端喜紀念中學等）的同學及舊生在在寶琳站兩邊組成聯校人鏈，有約400人參與。參與者高呼「光復香港，時代革命」、「五大訴求，缺一不可」等口號，亦有學生以長笛伴奏，高唱《願榮光歸香港》。
同日早上7時10分開始，來自將軍澳的仁濟醫院王華湘中學、基督教宣道會宣基中學、博愛醫院八十週年鄧英喜中學、保良局甲子何玉清中學、播道書院、啟思中學、順德聯誼總會鄭裕彤中學以及港澳信義會慕德中學的學生及校友，在將軍澳單車館開始築起聯校人鏈，分別向坑口及將軍澳方向延伸，參與者呼叫「香港人加油」、「光復香港，時代革命」等口號，並高唱《願榮光歸香港》。
同日下午約5時半開始，屯門區多間中學學生發起屯結之路，沿屯門河組成聯校人鏈，參與者參與人士高呼口號「光復香港，時代革命」、「五大訴求，缺一不可」，並譴責警方濫權、濫捕、濫武；聲援被捕人士，聲援中學生被學校打壓罷課權利。聯校人鏈由龍門居沿屯門河延伸至兆康，全長約3.5公里。

### 9.13 中秋節多區人鏈
2019年9月13日是中秋節，早上7時開始，西灣河三間中學（香港中國婦女會中學、聖馬可中學及港島民生書院）有超過一千名學生及校友組成聯校人鏈，由西灣河警署旁開始，伸延至筲箕灣，參加者高呼「五大訴求， 缺一不可」等口號，並高唱反修例歌曲。
在中秋節晚上，不少市民自製寫有「五大訴求，缺一不可」的小燈籠。晚上十時左右，在維園賞月的市民，提着燈籠，在草地組成四條人鏈，高呼「香港人加油」等口號。
在黃大仙亦有大批市民參與人鏈活動，人鏈由樂富經永光書院，沿著行人天橋跨過龍翔道，向獅子山方向伸延，市民除了高喊「五大訴求　缺一不可」等口號外，還有播放《海闊天空》、《月半小夜曲》和《願榮光歸香港》等歌曲。
當晚更有大批市民到獅子山和太平山山頂組成人鏈，表達「五大訴求、缺一不可」等訴求。太平山頂舉行的「和你拖手太平山」人鏈活動約於7時半開始，大批市民在山頂廣場聚集。而獅子山則有「中秋夜和你拖上獅子山」人鏈活動，數百市民由港鐵樂富站，沿天馬苑行人天橋及獅子山登山徑登山。約八時左右，太平山和獅子山的兩批市民以手機閃燈、電筒或雷射筆組成兩條「光鏈」遙相呼應。
在馬鞍山，亦有數百居民在中秋晚會後，手持「五大訴求，缺一不可」的小燈籠，沿著馬鞍山海濱長廊築成人鏈，人鏈由海典居伸延至頌安邨，參與者並高呼「五大訴求，缺一不可」、「光復香港，時代革命」、「香港人加油」口號。

### 9.16 調景嶺及沙田區人鏈
2019年9月16日早上，調景嶺六間中學（包括：香島中學、香港華人基督教聯會真道書院等）發起聯校人鏈活動。曾演出《屍殺列車》的53歲韓國資深演員金義聖亦與攝製團隊到場支持，更在Instagram進行直播。
同日下午1時，約五百名沙田威爾斯親王醫院的醫護人員舉行「和你拖」人鏈行動，要求政府回應五大訴求，有躺在病牀上的病人豎起拇指向兩旁的參與者表示支持，韓國資深男演員金義聖亦現身聲援。
同日晚上8時半開始，沙田廣源亦有「廣源和你拖」人鏈活動。人鏈由廣源邨巴士總站伸延至香港恒生大學，長逾一公里。韓國演員金義聖在9時15分到場，不少參與者上前和金義聖握手，亦有人揮動韓國國旗，感謝金氏來港。

### 9.17 中環天橋人鏈
2019年9月16日晚上7時，網民發起到中環天橋築起人鏈，過百市民參與，人鏈由中環天橋開始，經中環碼頭一直伸延至近港交所對開。參與者手持標語及亮起手機燈，並高呼「光復香港，時代革命」、「五大訴求，缺一不可」、「香港人加油」等口號，亦有市民口琴吹奏《願榮光歸香港》。

### 9.18 香港之路球迷大和解人鏈
2019年9月18日晚上，超過一千名支持曼聯、利物浦、巴塞隆拿等不同球隊的球迷響應網上號召，在維園足球場築成人鏈及合唱《願榮光歸香港》，人鏈圍繞6個足球場。

### 9.19 科大及沙田區聯校人鏈
2019年9月19日中午12時半開始，西貢區的香港科技大學學生會亦舉行「科大之路 (UST Way)」人鏈活動，人鏈由賽馬會大堂廣場開始，往大學南閘方向延伸，終點至近大學南閘位置，途經鄭裕彤樓、科大地標等，從室外連到室內。參與的學生及校友身穿黑衣、戴口罩出席，超過1100人築成人鏈，參與者高呼「光復香港，時代革命」、「五大訴求，缺一不可」及「科大人加油」等口號。
同日下午約5時半，沙田區約30間中學（包括：香港神託會培基書院、曾璧山中學、基督書院、浸信會呂明才中學、天主教郭得勝中學、宣道會鄭榮之中學、東華三院馮黃鳳亭中學、香港中文大學校友會聯會陳震夏中學、香港中國婦女會馮堯敬紀念中學、賽馬會體藝中學、東華三院黃鳳翎中學、梁文燕紀念中學（沙田）、沙田循道衛理中學、東華三院邱金元中學、五旬節林漢光中學、樂善堂楊葛小琳中學、博愛醫院陳楷紀念中學、德信中學、聖母無玷聖心書院、聖羅撒書院、佛教黃允畋中學、聖公會曾肇添中學、林大輝中學、培僑書院、沙田崇真中學、保良局胡忠中學、沙田蘇浙公學、馬鞍山聖若瑟中學等）的學生及校友，發起「沙燕兒女　衛我家園」聯校人鏈活動。人鏈以城門河為起點，途經瀝源橋，延伸至翠榕橋。參加的中學生不少戴上口罩或防毒面罩，高呼「五大訴求、缺一不可」等口號，並合唱《願榮光歸香港》。

### 9.20 荃灣葵青區聯校人鏈
2019年9月20日下午約6時，荃灣區及葵青區十多所學校（包括：仁濟醫院林百欣中學、保良局李城璧中學、紡織學會美國商會胡漢輝中學、荃灣聖芳濟中學、寶安商會王少清中學、荃灣官立中學、嗇色園主辦可風中學、廖寶珊紀念書院、聖公會李炳中學、博愛醫院歷屆總理聯誼會梁省德中學、荃灣公立何傳耀紀念中學，以及保良局姚連生中學等）的學生及校友組成聯校人鏈，重申反修例「五大訴求，缺一不可」。人鏈東端由荃灣官立中學開始，經福來村、路德圍、荃灣站連至石圍角，西端延至愉景新城。有超過一千人參與，當時學生約佔700至800人。

### 9.21 中大醫學院人鏈
2019年9月21日，香港中文大學舉辦醫學院新生白袍典禮期間，約60名醫學院學生於邵逸夫堂外築成人鏈，人鏈由邵逸夫堂延伸至科學館外。
參與者身穿白袍、胸前扣上黑色絲帶，部分更戴上頭盔及口罩，他們高呼「光復香港，時代革命」及「五大訴求，缺一不可」等口號。

### 9.22 土瓜灣基督徒人鏈
2019年9月22日上午9時開始，超過120名基督徒及街坊在土瓜灣築成人鏈，表達「五大訴求，缺一不可」及反對白色恐怖。人鏈由馬頭圍道遊樂場開始，沿馬頭圍道一直延伸。參與者高呼「光復香港，時代革命」、「五大訴求，缺一不可」等口號，並高唱《Sing Hallelujah to the Lord》及《願榮光歸香港》。

### 9.24 九龍東人鏈
2019年9月24日下午4時至7時，九龍東區學界發起聯校人鏈活動，參與的學生來自觀塘瑪利諾書院、福建中學、藍田聖保祿中學等。人鏈由觀塘和樂邨起步，參與者在校服貼上自製的「香城中學」標誌，沿途高呼口號促請政府落實「五大訴求」，並合唱《願榮光歸香港》等歌曲及亮起手機閃光燈。參與者當中包括一位讀小學三年級的小學生。

### 9.26 灣仔學界及社工人鏈

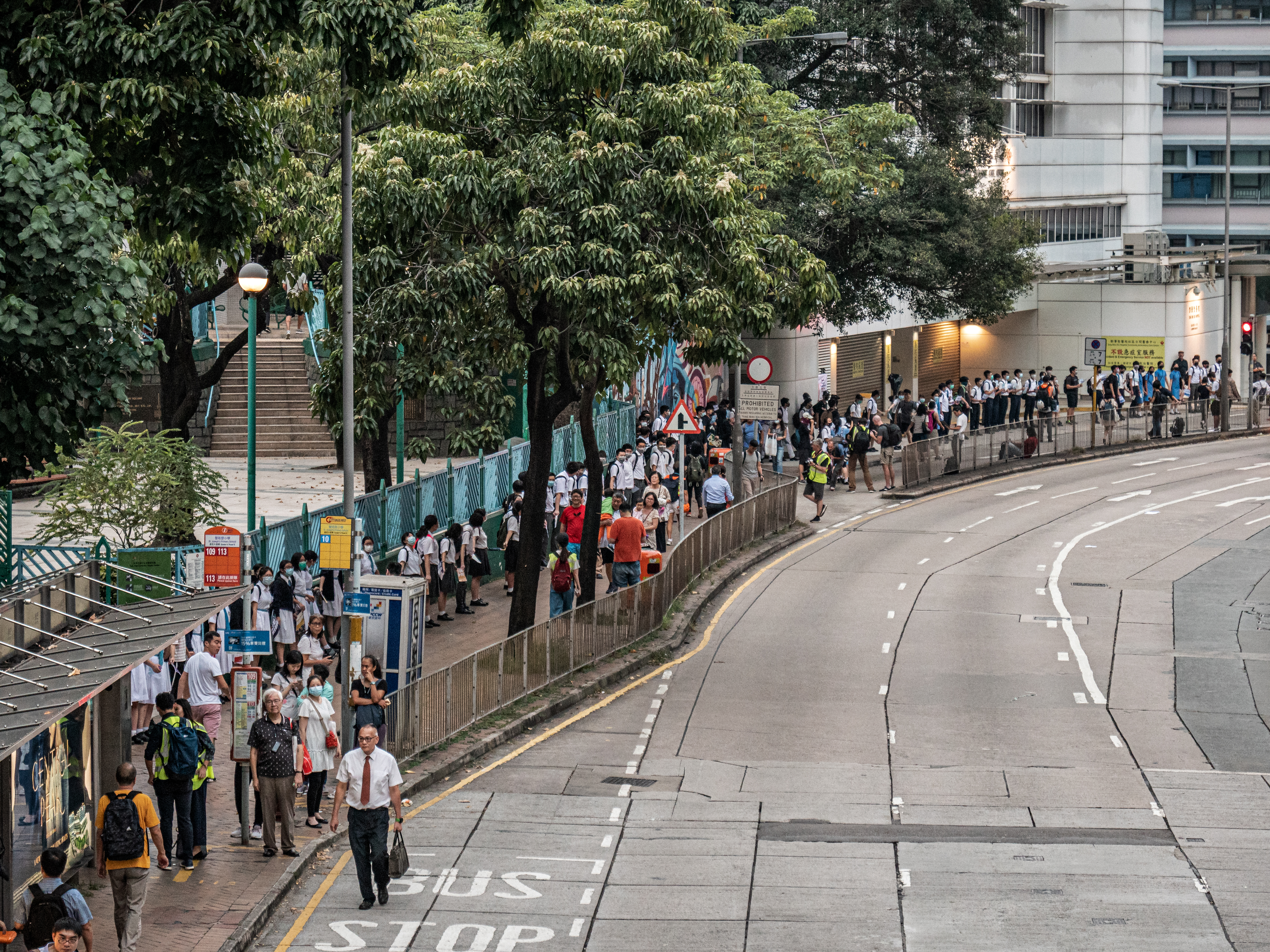
下午四時半開始，至少六間灣仔的中學的學生及校友在伊利沙伯體育館附近築起聯校人鏈

2019年9月26日，政府於灣仔伊利沙伯體育館舉行首場「社區對話」，至少六間灣仔的中學（包括：香港鄧鏡波書院、嘉諾撒聖方濟各書院、香港華仁書院、聖公會鄧肇堅中學、鄧肇堅維多利亞官立中學及香港真光中學）的學生及校友在下午四時半開始，在伊利沙伯體育館附近築起聯校人鏈，有超過五百人參與，人鏈由鄧肇堅醫院延伸至金鐘，參與者沿路高呼「五大訴求，缺一不可」等口號，並高唱《願榮光歸香港》。
同日晚上7時半開始，有社工組織發起「社工告急：聲援被捕小孩遏止警察濫用公權力」人鏈行動，人鏈全長約1公里，由胡忠大廈開始，經合和中心、利東街莊士敦道出口、修頓球場、循道衛理香港堂、溫莎公爵大廈，直至灣仔警察總部。人鏈並將「良心」、「不對他人懷惡意」、「不敵視他人」、「不徇私」、「正視被捕人士及其家人向社工求助權利」、「容許社工進入警署陪同未成年被捕人士」、「確立社工在抗爭現場從事的人道工作」、「停止針對年青人而作出的濫截查、濫搜身、濫拘捕」及「停止濫用保護令」等口語由起點的胡忠大廈傳至終點的灣仔警察總部。

### 9.27 港島名校 Free HK人鏈
2019年9月27日下午4時半，港島區12間傳統名校（包括：皇仁書院、香港華仁書院、聖若瑟書院、聖保祿學校、聖保祿中學、嘉諾撒書院、香港真光中學、金文泰中學、鄧鏡波書院、瑪利曼中學、聖公會鄧肇堅中學及庇理羅士女子中學）的學生及校友，在中環愛丁堡廣場外，以6條人鏈砌出巨型「FREE HK」字樣。參加者身穿校服或黑衣，約有200至300人。

### 9.30 油尖旺及天水圍人鏈
2019年9月30日早上，超過逾80名油麻地真光女書院的學生進行人鏈活動，參與者高呼口號及唱反修例歌曲表達訴求。
同日晚上7時開始，數百市民為紀念8月31日警察速龍小隊進入太子站打人事件，發起「9.30 Pepe 心心和你拖」人鏈活動。人鏈由尖沙嘴鐘樓開始，沿著彌敦道延伸至油麻地、旺角、直至太子港鐵站。
同日晚上7時開始，天水圍的中學生亦發起人鏈活動，人鏈由天水圍天秀公園開始，經聖公會天水圍靈愛小學、天澤商場、天逸邨、天暉路體育館，龍尾接近嘉湖新北江商場。活動於晚上11時完結。

## 2019年10月

### 10.1 大台北聯校自由之路
2019年10月1日中午12時，在台的香港學生及關注香港局勢的台灣大學生發起「大台北聯校自由之路」人鏈活動，參與者來自國立臺北大學、中國文化大學、國立臺北藝術大學、國立政治大學、淡江大學等。參與者手牽手築成人鏈，並傳唱《願榮光歸香港》。國立臺北藝術大學學生更以人鏈方式將船型的「自由號」連儂牆搬運上山，代表香港的抗爭者「兄弟爬山，各自努力」。

### 10.4 油尖旺六校人鏈
2019年10月4日早上7時，約200人在油尖旺區參與「油尖旺‧六校再鏈」人鏈活動。人鏈由港灣豪庭開始，沿大角嘴道伸延至銘基書院的方向。參加者主要是來自大角嘴及旺角中學的學生，學校包括：香港管理專業協會李國寶中學、世界龍岡學校劉皇發中學、保良局莊啟程預科書院、中華基督教會銘基書院、九龍三育中學及聖芳濟書院。

### 10.5 尖沙嘴抗議禁蒙面法人鏈
2019年10月5日下午約4時半，在尖沙嘴海旁有市民戴口罩的市民築成人鏈遊行，抗議政府10月4日宣布推行的《禁蒙面法》，參與人數一度增至近千人。人鏈由尖沙嘴碼頭延伸至星光行、廣東道、海防道。人鏈其後轉出彌敦道、佐敦道、窩打老道，至楓樹街遊樂場。約7時半，市民於楓樹街遊樂場默哀後解散。

### 10.8 張祝珊人鏈
2019年10月8日，政府訂立《禁蒙面法》後首個上學日，約150名張祝珊英文中學的學生及校友，在學校門口築成人鏈，參與者大部分戴上口罩或面罩，聲援兩名被捕學生。

### 10.11 大埔「和你拖」人鏈
2019年10月11日晚上，超過一千名市民在大埔組成人鏈，爭取「六大訴求」。人鏈由由廣福邨聖公會阮鄭夢芹銀禧小學外延伸至大埔風水廣場，總長約2公里。

### 10.14 漢華中學人鏈
2019年10月14日早上約7時，過百名漢華中學的學生及校友戴著口罩冒雨在學校門外的富欣道築成人鏈，抗議早前有學生因戴口罩回校而受到處分，同時反對政府實施《禁蒙面法》。漢華中學是香港的左派愛國學校，1945年創立。

### 10.18 和你拖2.0面具人鏈

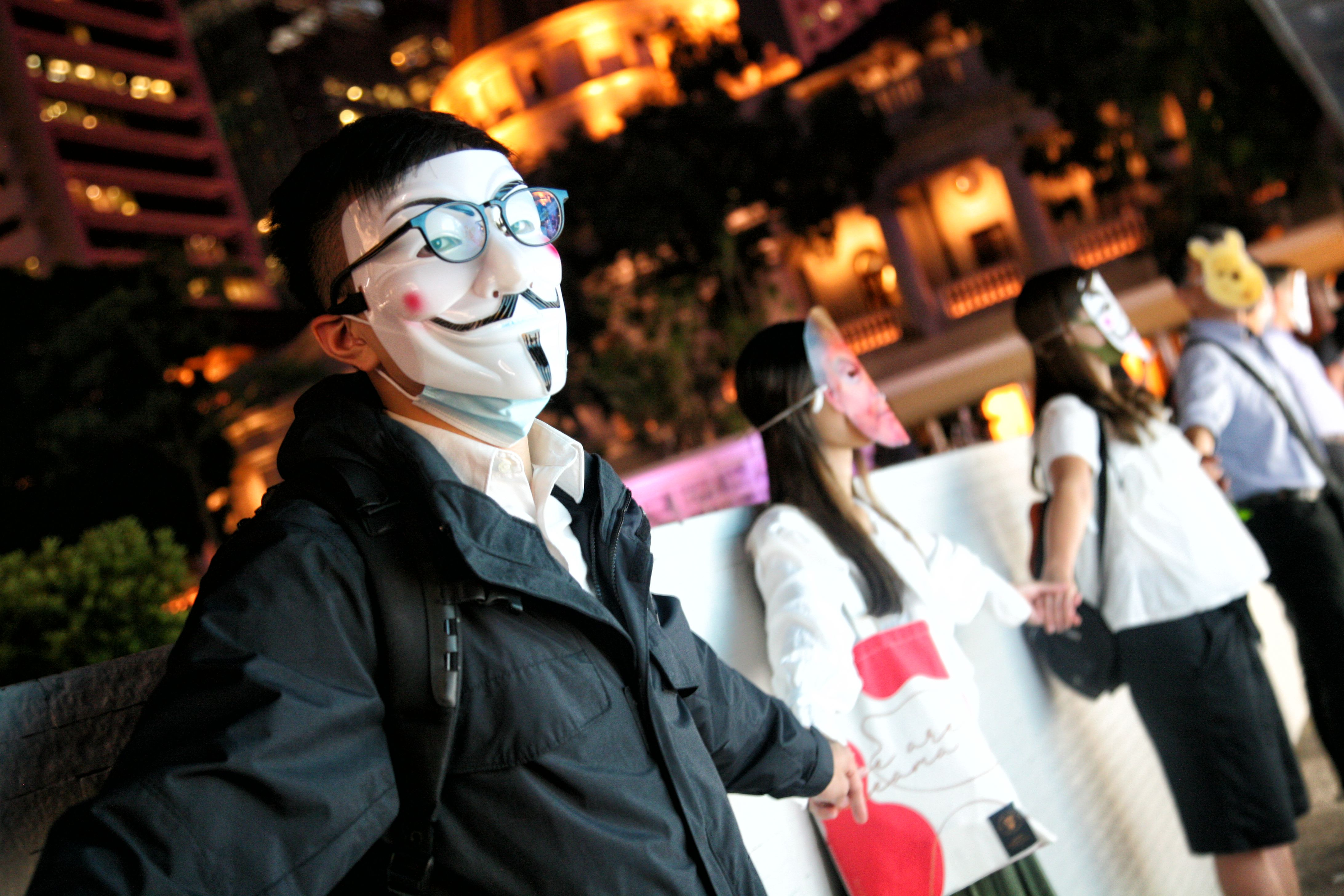
中環面具人鏈

2019年10月18日晚上約8時，有網民發起十八區「和你拖2.0面具人鏈」行動，市民沿著港鐵的荃灣線、觀塘線、港島線、馬鞍山線及東鐵線，在港鐵站出口附近戴起面具、口罩並築起人鏈，以行動抗議《禁蒙面規例》和《緊急法》，並聲援中槍學生。在香港大學、中環、銅鑼灣、尖沙嘴、旺角、太子、黃大仙、九龍灣、觀塘、荃灣、沙田、屯門等港鐵站尤其多市民參與。在尖沙嘴海傍人鏈中，更有女生裝扮成「香港民主女神像」石像出現。

### 10.23 英國領事館國旗人鏈
2019年10月23日晚上約7時半，有近千名市民在英國領事館外築成「國旗人鏈」，很多參與者手持英國國旗，呼應英國上議院議員奧爾頓勛爵就香港問題提出的辯論及建議。

### 10.25 學界游泳賽及悼陳彥霖人鏈
2019年10月25日中午，約20間中學的反修例關注組、共過百名學生在舉辦學界游泳賽的九龍公園游泳池外發起「光復學界 和你拖」行動，抗議學界體育聯會削減學界D1泳賽入場名額、禁止學生攝影師及記者在池邊拍攝及採訪，及禁止學生在比賽過程中叫喊政治口號。
同日晚上，將軍澳有市民發起人鏈活動，由香港知專設計學院開始伸延至將軍澳海邊，即青年學院學生陳彥霖生前走的最後一段路，以悼念陳彥霖，亦希望盡快召開死因庭確定陳彥霖死因。

### 10.28 學界人鏈
2019年10月28日，網民發起「教練，我想比賽！」的活動，於何文田站築起人鏈，抗議學界取消甲組賽事的傳聞，有超過200人參加。

## 2019年11月

### 11.3 東區集氣人鏈日
2019年11月3日，網民發起「東區集氣人鏈日」，在太古城內組成人鏈，最終引致防暴警員進入商場執法及襲擊事件。

### 11.12 慈幼、九龍塘及中大人鏈
2019年11月12日上午，逾百名慈幼英文學校的學生及舊生，在學校外築人鏈，聲援在西灣河站外被警察開實彈槍中槍的校友，表達對警方濫暴的不滿，並要求涉事警長停職接受調查。
同日下午5時，一批來自不同學校的中學生於九龍塘築成人鏈，抗議政府打壓和爭取停課，約有200人參與。參與者包括由不同學校的中學生組成的「臨時樂團」，以小提琴、長笛等樂器在場演奏《願榮光歸香港》。人鏈由九龍塘教育服務中心沿根德道轉入歌和老街伸延。
同日晚上，大量防暴警察闖入香港中文大學校園並發射大量催淚彈使多名學生受傷，大批市民進入中大校園，築起人鏈聲援學生及並運送物資。

### 11.17 政府山人鏈
2019年11月17日下午5時許，一批參加中環集會的市民，圍繞政府山，沿下亞厘畢道、皇后大道中、德輔道中及遮打花園組成人鏈，為參與社會運動被捕人士及逝世者祈禱。

### 11.18 紅磡救援理大人鏈
2019年11月18日晚上，近十萬市民在紅磡一帶築成5條超長人鏈，支持被警察圍困於香港理工大學的年青人，並以人鏈傳遞各類物資。人鏈由香港理工大學沿彌敦道、加士居道伸延至港鐵太子站一帶。

### 11.20 荃灣李城璧中學人鏈
2019年11月20日，荃灣保良局李城璧中學有50多名學生組成人鏈，發起「和你suck」活動，希望迫使學校停課，警方一度進入學校範圍執法，有學生更被打了一拳。

### 11.28 荃灣何傳耀中學人鏈
2019年11月28日早上，荃灣公立何傳耀紀念中學學生在學校外築成人鏈，數十參與的學生並高叫「五大訴求，缺一不可」、「解散警隊，刻不容緩」等口號。

### 11.30 九龍灣聲援理大學生人鏈
2019年11月30日晚上8時半，市民先在九龍灣舉行人鏈活動，以聲援在理工大學校園被捕的學生。參與者在港鐵九龍灣站B出口集合，然後手拖手築成人鏈，並沿觀塘道向觀塘方向伸展。

## 2019年12月

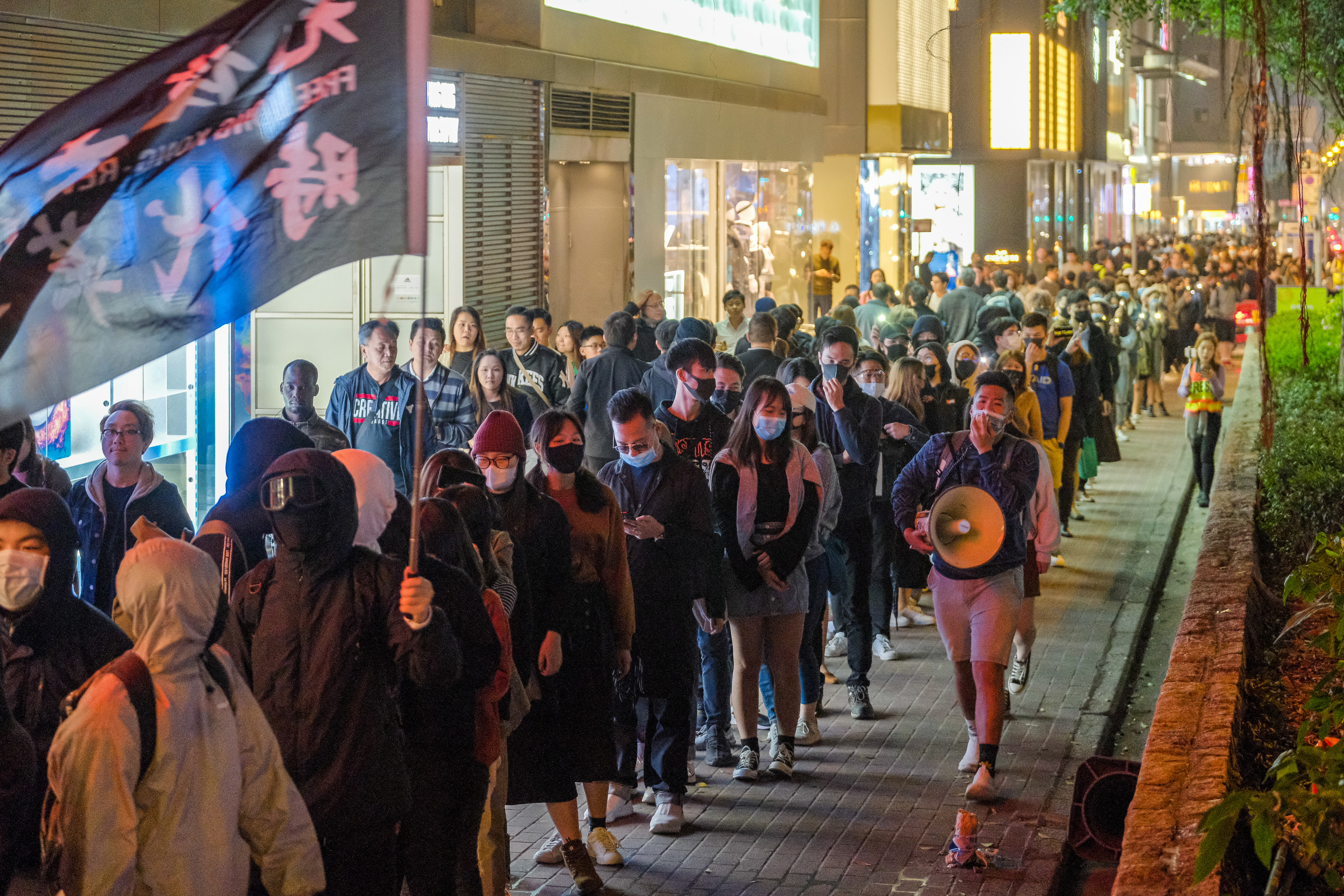
市民沿着彌敦道築成人鏈

### 12.9 荃灣廖寶珊書院人鏈
2019年12月9日早上7時半，荃灣廖寶珊紀念書院有學生在學校外舉行名為《動盪半年※抗爭背後》的文宣式人鏈行動，目的一方面是讓同學表達訴求，另一方面是希望喚醒更多區內學校和街坊，使他們能反思過去半年的抗爭所發生的事情，有超過一百名學生及校友參與。警方及教育局知悉事件後當日即致電學校表達「關注」，校方於同日發通告指學生不應參與政治活動，否則「將嚴肅跟進所有違規行為」。

### 12.31 除夕夜之路
2019年12月31日，銅鑼灣、黃大仙、旺角、尖沙咀、大圍和將軍澳等多個地區有人築成人鏈。

## 2020年6月

### 6.12 九龍塘學生聲援香島李老師人鏈
2020年6月12日，多間九龍塘中學二百多名學生組成400米的人鏈，聲援疑因允許學生唱《願榮光歸香港》而不獲續約的李老師。李老師在香島中學執教藝術科12年，深受學生愛戴，除了熱心於課堂教學，還積極組織校內手鈴隊、木笛隊與合唱團。事肇於上學期中三年級音樂考試時，有學生選擇唱《願榮光歸香港》應試，李老師已事先提醒學生儘量不要選擇關於政的歌曲，因為學生堅持，所以她始終尊重學生的決定，並允許政見不同的學生在其他同學唱《願榮光歸香港》時離開課室，她疑因此失去教職。築成人鏈的同學，除了來自香島中學，更有附近的中學，包括陳樹渠紀念中學、瑪利諾神父教會學校等，亦有家長與學生同來支持，家長表示，李老師作風低調，從未在上課談及政治，她做的事只是尊重學生意願。

## 2020年8月

### 8.23 居日港人新宿「人間の鎖」人鏈
2020年8月23日，「8.23 香港之路」人鏈活動的一周年，一群居於日本的香港人，在日本東京新宿發起人鏈活動支持香港並聲援早前被捕的前香港眾志成員周庭。該活動於晚上7時至9時，在東京新宿站東南口舉行。活動由「Stand with HK@JPN」組織發起，參加者手牽手築起「人間の鎖」人鏈，當中有人身穿黑衣，有的舉起「光復香港，時代革命」等標語，亦有參加者透過擴音器播放日文版本的《願榮光歸香港》。參加者約有 70 人，當中除了居日香港人，亦有當地日本人。

## 2022年1月

### 雷丁快閃人鏈撐「立場」
2022年1月2日，約400人在英國雷丁Broad Street發起雷丁快閃人鏈撐「立場」聲援立場新聞。

### 在英港人召集『撐立場』集會
2022年1月2日，約100人在英國列斯發起人鏈活動聲援立場新聞，但活動因附近一間商戶報警，被迫提早終止。

### 曼徹斯特人鏈活動
2022年1月9日，約300-400人在英國曼徹斯特發起人鏈活動聲援香港媒體及捍衛新聞自由。

## 中學生參與人鏈活動摘要
| 地區     | 學校                             | 曾參與的人鏈活動 |
| -------- | -------------------------------- | ---------------- |
| 中西區   | 聖類斯中學                       | 9.9              |
| 中西區   | 聖保羅書院                       | 9.9              |
| 中西區   | 英皇書院                         | 9.9              |
| 中西區   | 聖士提反女子中學                 | 9.9              |
| 中西區   | 英華女學校                       | 9.9              |
| 中西區   | 高主教書院                       | 9.9              |
| 中西區   | 聖保羅男女中學                   | 9.9              |
| 中西區   | 聖若瑟書院                       | 9.9, 9.27        |
| 中西區   | 聖嘉勒女書院                     | 9.9              |
| 灣仔區   | 嘉諾撒聖方濟各書院               | 9.9, 9.26        |
| 灣仔區   | 香港鄧鏡波書院                   | 9.9, 9.26, 9.27  |
| 灣仔區   | 香港華仁書院                     | 9.9, 9.26, 9.27  |
| 灣仔區   | 聖公會鄧肇堅中學                 | 9.9, 9.26, 9.27  |
| 灣仔區   | 鄧肇堅維多利亞官立中學           | 9.9, 9.26        |
| 灣仔區   | 瑪利曼中學                       | 9.9, 9.27        |
| 灣仔區   | 香港真光中學                     | 9.26, 9.27       |
| 灣仔區   | 聖保祿中學                       | 9.27             |
| 東區     | 筲箕灣官立中學                   | 9.2              |
| 東區     | 筲箕灣東官立中學                 | 9.2              |
| 東區     | 慈幼英文學校（中學部）           | 9.2, 11.12       |
| 東區     | 皇仁書院                         | 9.9, 9.27        |
| 東區     | 聖保祿學校                       | 9.6, 9.9, 9.27   |
| 東區     | 庇理羅士女子中學                 | 9.9, 9.27        |
| 東區     | 金文泰中學                       | 9.9, 9.27        |
| 東區     | 張祝珊英文中學                   | 9.9, 10.8        |
| 東區     | 香港中國婦女會中學               | 9.13             |
| 東區     | 聖馬可中學                       | 9.13             |
| 東區     | 港島民生書院                     | 9.13             |
| 東區     | 嘉諾撒書院                       | 9.27             |
| 東區     | 漢華中學#                        | 10.14            |
| 南區     | 聖士提反書院                     | 9.9              |
| 油尖旺區 | 拔萃女書院                       | 9.2, 9.9         |
| 油尖旺區 | 嘉諾撒聖瑪利書院                 | 9.9              |
| 油尖旺區 | 循道中學                         | 9.9              |
| 油尖旺區 | 天主教新民書院                   | 9.9              |
| 油尖旺區 | 伊利沙伯中學                     | 9.9              |
| 油尖旺區 | 港九潮州公會中學                 | 9.9              |
| 油尖旺區 | 香港管理專業協會李國寶中學       | 9.9, 10.4        |
| 油尖旺區 | 保良局莊啟程預科書院             | 9.9, 10.4        |
| 油尖旺區 | 世界龍岡學校劉皇發中學           | 9.9, 10.4        |
| 油尖旺區 | 九龍三育中學                     | 9.9, 10.4        |
| 油尖旺區 | 真光女書院                       | 9.30             |
| 油尖旺區 | 中華基督教會銘基書院             | 10.4             |
| 油尖旺區 | 聖芳濟書院                       | 10.4             |
| 深水埗區 | 英華書院                         | 9.9              |
| 深水埗區 | 聖瑪加利男女英文中小學           | 9.9              |
| 深水埗區 | 基督教崇真中學                   | 9.9              |
| 深水埗區 | 德貞女子中學                     | 9.9              |
| 深水埗區 | 聖公會聖馬利亞堂莫慶堯中學       | 9.9              |
| 深水埗區 | 寶血會上智英文書院               | 9.9              |
| 深水埗區 | 中華基督教會銘賢書院             | 9.9              |
| 深水埗區 | 香島中學#                        | 9.11 9.16 6.12   |
| 深水埗區 | 瑪利諾神父教會學校               | 6.12             |
| 九龍城區 | 中華基督教會基道中學             | 9.6              |
| 九龍城區 | 保良局顏寶鈴書院                 | 9.6              |
| 九龍城區 | 九龍華仁書院                     | 9.9              |
| 九龍城區 | 真光女書院                       | 9.9              |
| 九龍城區 | 基督教香港信義會信義中學         | 9.9              |
| 九龍城區 | 拔萃男書院                       | 9.6, 9.9         |
| 九龍城區 | 香港培正中學                     | 9.9              |
| 九龍城區 | 旅港開平商會中學                 | 9.9              |
| 九龍城區 | 何文田官立中學                   | 9.9              |
| 九龍城區 | 五旬節中學                       | 9.9              |
| 九龍城區 | 順德聯誼總會胡兆熾中學           | 9.9              |
| 九龍城區 | 協恩中學                         | 9.9              |
| 九龍城區 | 新亞中學                         | 9.9              |
| 九龍城區 | 鄧鏡波學校                       | 9.9              |
| 九龍城區 | 陳瑞祺（喇沙）書院               | 9.9              |
| 九龍城區 | 基督教女青年會丘佐榮中學         | 9.9              |
| 九龍城區 | 華英中學                         | 9.9              |
| 九龍城區 | 德蘭中學                         | 9.9              |
| 九龍城區 | 創知中學#                        | 9.9              |
| 九龍城區 | 迦密中學                         | 9.9              |
| 九龍城區 | 聖公會蔡功譜中學                 | 9.9              |
| 九龍城區 | 民生書院                         | 9.9              |
| 九龍城區 | 香港兆基創意書院                 | 9.9              |
| 九龍城區 | 嘉諾撒聖家書院                   | 9.9              |
| 九龍城區 | 香港培道中學                     | 9.9              |
| 九龍城區 | 喇沙書院                         | 9.6, 9.9         |
| 九龍城區 | 瑪利諾修院學校                   | 9.6, 9.9         |
| 九龍城區 | 東華三院黃笏南中學               | 9.6, 9.9         |
| 九龍城區 | 何明華會督銀禧中學               | 9.6, 9.9         |
| 九龍城區 | 賽馬會官立中學                   | 9.6, 9.9         |
| 九龍城區 | 九龍塘學校（中學部）             | 9.11             |
| 九龍城區 | 九龍真光中學                     | 9.11             |
| 九龍城區 | 禮賢會彭學高紀念中學             | 9.11             |
| 九龍城區 | 陳樹渠紀念中學                   | 6.12             |
| 黃大仙區 | 聖母書院                         | 9.9              |
| 黃大仙區 | 聖文德書院                       | 9.9              |
| 黃大仙區 | 德愛中學                         | 9.9              |
| 黃大仙區 | 中華基督教會協和書院             | 9.9              |
| 黃大仙區 | 保良局何蔭棠中學                 | 9.9              |
| 黃大仙區 | 救世軍卜維廉中學                 | 9.9              |
| 黃大仙區 | 保良局第一張永慶中學             | 9.9              |
| 黃大仙區 | 國際基督教優質音樂中學暨小學     | 9.9              |
| 黃大仙區 | 香港神託會培敦中學               | 9.9              |
| 黃大仙區 | 佛教孔仙洲紀念中學               | 9.9              |
| 黃大仙區 | 彩虹邨天主教英文中學             | 9.9              |
| 黃大仙區 | 文理書院（九龍）                 | 9.9              |
| 觀塘區   | 慕光英文書院                     | 9.9              |
| 觀塘區   | 聖傑靈女子中學                   | 9.9              |
| 觀塘區   | 寧波公學                         | 9.9              |
| 觀塘區   | 觀塘功樂官立中學                 | 9.9              |
| 觀塘區   | 香港聖公會何明華會督中學         | 9.9              |
| 觀塘區   | 梁式芝書院                       | 9.9              |
| 觀塘區   | 香港道教聯合會青松中學           | 9.9              |
| 觀塘區   | 順利天主教中學                   | 9.9              |
| 觀塘區   | 觀塘官立中學                     | 9.9              |
| 觀塘區   | 五邑司徒浩中學                   | 9.9              |
| 觀塘區   | 佛教何南金中學                   | 9.4, 9.9         |
| 觀塘區   | 聖公會基孝中學                   | 9.9              |
| 觀塘區   | 聖安當女書院                     | 9.4, 9.9         |
| 觀塘區   | 藍田聖保祿中學                   | 9.9, 9.24        |
| 觀塘區   | 天主教普照中學                   | 9.9              |
| 觀塘區   | 香港諾德安達國際學校             | 9.9              |
| 觀塘區   | 觀塘瑪利諾書院                   | 9.24             |
| 觀塘區   | 福建中學#                        | 9.24             |
| 西貢區   | 啟思中學                         | 9.9              |
| 西貢區   | 東華三院呂潤財紀念中學           | 9.12             |
| 西貢區   | 保良局羅氏基金中學               | 9.12             |
| 西貢區   | 迦密主恩中學                     | 9.12             |
| 西貢區   | 仁濟醫院靚次伯紀念中學           | 9.12             |
| 西貢區   | 馬錦明慈善基金馬陳端喜紀念中學   | 9.12             |
| 西貢區   | 仁濟醫院王華湘中學               | 9.12             |
| 西貢區   | 基督教宣道會宣基中學             | 9.12             |
| 西貢區   | 博愛醫院八十週年鄧英喜中學       | 9.12             |
| 西貢區   | 保良局甲子何玉清中學             | 9.12             |
| 西貢區   | 播道書院                         | 9.12             |
| 西貢區   | 啟思中學                         | 9.12             |
| 西貢區   | 順德聯誼總會鄭裕彤中學           | 9.12             |
| 西貢區   | 港澳信義會慕德中學               | 9.12             |
| 西貢區   | 香港華人基督教聯會真道書院       | 9.16             |
| 葵青區   | 天主教母佑會蕭明中學             | 9.9              |
| 葵青區   | 李惠利中學                       | 9.9              |
| 葵青區   | 東華三院陳兆民中學               | 9.9              |
| 葵青區   | 天主教慈幼會伍少梅中學           | 9.9              |
| 葵青區   | 聖公會林護紀念中學               | 9.9              |
| 葵青區   | 佛教善德英文中學                 | 9.9              |
| 葵青區   | 棉紡會中學                       | 9.9              |
| 葵青區   | 樂善堂顧超文中學                 | 9.9              |
| 葵青區   | 順德聯誼總會李兆基中學           | 9.9              |
| 葵青區   | 中華傳道會李賢堯紀念中學         | 9.9              |
| 葵青區   | 獅子會中學                       | 9.9              |
| 葵青區   | 葵涌蘇浙公學                     | 9.9              |
| 荃灣區   | 荃灣官立中學                     | 9.9, 9.20        |
| 荃灣區   | 寶安商會王少清中學               | 9.9, 9.20        |
| 荃灣區   | 仁濟醫院林百欣中學               | 9.20             |
| 荃灣區   | 保良局李城璧中學                 | 9.20, 11.20      |
| 荃灣區   | 紡織學會美國商會胡漢輝中學       | 9.20             |
| 荃灣區   | 荃灣聖芳濟中學                   | 9.20             |
| 荃灣區   | 嗇色園主辦可風中學               | 9.20             |
| 荃灣區   | 廖寶珊紀念書院                   | 9.20, 12.9       |
| 荃灣區   | 聖公會李炳中學                   | 9.20             |
| 荃灣區   | 博愛醫院歷屆總理聯誼會梁省德中學 | 9.20             |
| 荃灣區   | 荃灣公立何傳耀紀念中學           | 9.20, 11.28      |
| 荃灣區   | 保良局姚連生中學                 | 9.20             |
| 屯門區   | 保良局百周年李兆忠紀念中學       | 9.5, 9.9         |
| 屯門區   | 仁愛堂陳黃淑芳紀念中學           | 9.5, 9.9         |
| 屯門區   | 宣道中學                         | 9.5, 9.9         |
| 屯門區   | 崇真書院                         | 9.5, 9.9         |
| 屯門區   | 佛教沈香林紀念中學               | 9.9              |
| 屯門區   | 梁銶琚中學                       | 9.9              |
| 屯門區   | 路德會呂祥光中學                 | 9.9              |
| 屯門區   | 深培中學                         | 9.9              |
| 屯門區   | 屯門官立中學                     | 9.9              |
| 屯門區   | 廠商會蔡章閣中學                 | 9.9              |
| 屯門區   | 宣道會陳瑞芝紀念中學             | 9.9              |
| 屯門區   | 順德聯誼總會譚伯羽中學           | 9.9              |
| 屯門區   | 迦密唐賓南紀念中學               | 9.9              |
| 屯門區   | 東華三院辛亥年總理中學           | 9.9              |
| 屯門區   | 南屯門官立中學                   | 9.9              |
| 屯門區   | 保良局董玉娣中學                 | 9.9              |
| 屯門區   | 香海正覺蓮社佛教梁植偉中學       | 9.9              |
| 元朗區   | 元朗公立中學                     | 9.9              |
| 元朗區   | 路德會西門英才中學               | 9.9              |
| 元朗區   | 趙聿修紀念中學                   | 9.9              |
| 元朗區   | 新界鄉議局元朗區中學             | 9.9              |
| 元朗區   | 元朗商會中學                     | 9.9              |
| 元朗區   | 可道中學（嗇色園主辦）           | 9.9              |
| 元朗區   | 天主教崇德英文書院               | 9.9              |
| 元朗區   | 十八鄉鄉事委員會公益社中學       | 9.9              |
| 元朗區   | 伊利沙伯中學舊生會中學           | 9.9              |
| 元朗區   | 天水圍官立中學                   | 9.9              |
| 元朗區   | 元朗信義中學                     | 9.9              |
| 沙田區   | 宣道會鄭榮之中學                 | 9.19             |
| 沙田區   | 五旬節林漢光中學                 | 9.9, 9.19        |
| 沙田區   | 五育中學                         | 9.9              |
| 沙田區   | 佛教覺光法師中學                 | 9.9              |
| 沙田區   | 佛教黃允畋中學                   | 9.19             |
| 沙田區   | 保良局朱敬文中學                 | 9.9              |
| 沙田區   | 保良局胡忠中學                   | 9.19             |
| 沙田區   | 博愛醫院陳楷紀念中學             | 9.9, 9.19        |
| 沙田區   | 台山商會中學                     | 9.9              |
| 沙田區   | 培僑書院#                        | 9.19             |
| 沙田區   | 基督書院                         | 9.9, 9.19        |
| 沙田區   | 天主教郭得勝中學                 | 9.9, 9.19        |
| 沙田區   | 德信中學                         | 9.19             |
| 沙田區   | 曾璧山中學                       | 9.9, 9.19        |
| 沙田區   | 東華三院邱金元中學               | 9.9, 9.19        |
| 沙田區   | 東華三院馮黃鳳亭中學             | 9.9, 9.19        |
| 沙田區   | 東華三院黃鳳翎中學               | 9.19             |
| 沙田區   | 東莞工商總會劉百樂中學           | 9.6, 9.9         |
| 沙田區   | 林大輝中學                       | 9.9, 9.19        |
| 沙田區   | 梁文燕紀念中學（沙田）           | 9.19             |
| 沙田區   | 樂善堂楊葛小琳中學               | 9.9, 9.19        |
| 沙田區   | 沙田官立中學                     | 9.9              |
| 沙田區   | 沙田培英中學                     | 9.9              |
| 沙田區   | 沙田崇真中學                     | 9.19             |
| 沙田區   | 沙田循道衛理中學                 | 9.9, 9.19        |
| 沙田區   | 沙田蘇浙公學                     | 9.9, 9.19        |
| 沙田區   | 浸信會呂明才中學                 | 9.9, 9.19        |
| 沙田區   | 聖公會曾肇添中學                 | 9.9, 9.19        |
| 沙田區   | 聖公會林裘謀中學                 | 9.9              |
| 沙田區   | 聖母無玷聖心書院                 | 9.9, 9.19        |
| 沙田區   | 聖羅撒書院                       | 9.9, 9.19        |
| 沙田區   | 賽馬會體藝中學                   | 9.11, 9.19       |
| 沙田區   | 香港中國婦女會馮堯敬紀念中學     | 9.9, 9.19        |
| 沙田區   | 香港中文大學校友會聯會陳震夏中學 | 9.9, 9.19        |
| 沙田區   | 香港神託會培基書院               | 9.19             |
| 沙田區   | 馬鞍山聖若瑟中學                 | 9.9, 9.19        |
| 大埔區   | 王肇枝中學                       | 9.6, 9.10        |
| 大埔區   | 羅定邦中學                       | 9.6, 9.10        |
| 大埔區   | 聖公會莫壽增會督中學             | 9.6, 9.10        |
| 大埔區   | 神召會康樂中學                   | 9.6, 9.10        |
| 大埔區   | 港九街坊婦女會孫方中書院         | 9.6, 9.10        |
| 大埔區   | 迦密聖道中學                     | 9.6, 9.10        |
| 大埔區   | 迦密柏雨中學                     | 9.9, 9.10        |
| 大埔區   | 中華聖潔會靈風中學               | 9.10             |
| 大埔區   | 恩主教書院                       | 9.10             |
| 大埔區   | 香港道教聯合會圓玄學院第二中學   | 9.10             |
| 大埔區   | 南亞路德會沐恩中學               | 9,6, 9.10        |
| 大埔區   | 救恩書院                         | 9.10             |
| 大埔區   | 孔教學院大成何郭佩珍中學         | 9.10             |
| 北區     | 香港道教聯合會鄧顯紀念中學       | 9.9              |
| 北區     | 東華三院甲寅年總理中學           | 9.9              |

【註】＃：香港傳統的左派愛國學校